# Фузариум
Фуза́риум, или фуза́рий (Fusarium) — род преимущественно анаморфных аскомицетовых грибов. Телеоморфы ранее относились к родам Haematonectria и Gibberella.
Представители рода имеют существенное значение как грибы, приносящие вред народному хозяйству, и патогены, вызывающие заболевания или токсикозы у растений и животных, в том числе человека. Заболевания растений, вызываемые этими грибами, имеют название фузариозы, отравления животных и человека — фузариотоксикозы. Фузариозы растений могут проявляться в форме гнили корней, увядания (так наз. трахеомикозное сосудистое увядание), поражений плодов и семян; важную роль некоторые виды фузариума выполняют в развитии кагатной гнили корнеплодов. Зерно, поражённое фузарием Fusarium sporotrichioides, содержит ядовитое вещество вомитоксин, его употребление в пищу приводит к заболеванию алиментарно-токсической алейкией («септической ангиной»); причиной отравлений могут стать и другие виды. Некоторые фузарии способны паразитировать на человеческой коже, вызывая дерматиты.
Кроме паразитов, известны виды, ведущие сапротрофный образ жизни, для некоторых характерен мутуализм (взаимовыгодный симбиоз) с растениями. Сапротрофные фузарии также могут вредить, вызывая порчу различных предметов — изделий из бумаги, кожи. Симбионтные виды обитают в почве, в корневой зоне растений, их относят к микоризным грибам. Из таких видов имеют значение для сельского хозяйства Fusarium heterosporum и Fusarium sambucinum. Они живут на корнях пшеницы и положительно влияют на развитие растения.

## Морфология
Мицелий у различных видов может быть разнообразной окраски — белый, розоватый, сиреневый или бурый.
Могут иметься покоящиеся структуры, которые служат для перезимовки или перенесения других неблагоприятных условий. К таким структурам относят хламидоспоры и склероции. Хламидоспоры — отдельные клетки гиф, приобретающие толстостенные оболочки и отделяющиеся; они чаще всего бесцветные, у некоторых видов охряно-коричневых тонов. Могут быть собраны в группы, цепочки или одиночные. Иногда хламидоспоры образуются из конидий. Склероции представляют собой образования плотной консистенции, состоящие из тесно сплетённых гиф; они обычно белые, желтоватые, коричневые или синие. Склероции могут развиваться в отмерших тканях растительного субстрата или в почве.
Конидии обычно имеются двух типов — микро- и макроконидии. Макроконидии продуцируются спороношениями, имеющими вид спородохиев — подушковидных скоплений конидиеносцев на поверхности воздушного мицелия, или пионнотов — подушечек слизистой или желеобразной консистенции. Отдельные конидиеносцы в скоплениях могут быть простыми или разветвлёнными. Макроконидии являются фрагмоспорами, то есть состоят из нескольких клеток — имеют 3—5, реже 6—9 параллельных перегородок (септ), они имеют удлинённую форму — веретеновидную, серповидную или иногда ланцетовидную. В основании конидии может иметься более или менее чётко выраженная ножка, верхняя клетка также часто имеет характерную форму: удлинённую, заострённую, тупую, клювовидную и др. Окраска макроконидий в массе (см. споровый порошок) светлая, бело-охряная, розоватая или оранжевая, синяя, сине-зелёная.
Микроконидии формируются простыми или сложными конидиеносцами, они формируют цепочки или собраны в головки, могут образовывать скопления между гифами. Микроконидии чаще всего одноклеточные, иногда бывают с 1—3 перегородками, форма их чаще всего эллипсоидная, реже шаровидная, грушевидная или веретеновидная.
По способу формирования конидии фузариумов относят к фиалоконидиям.

## Систематика
В современной систематике грибов род Фузариум относят к семейству нектриевые (Nectriaceae). Семейство входит в порядок гипокрейные (Hypocreales), к которому относятся ещё 6 семейств. Порядок принадлежит подклассу Hypocreomycetidae класса сордариомицеты (Sordariomycetes); класс, в свою очередь, входит в подотдел Pezizomycotina отдела аскомицеты (Ascomycota).
|  |                  |  |                 |                         |                      |  | ещё 10 классов | ещё 10 классов  |                            |  |  |  | ещё 3 порядка  | ещё 3 порядка        |              |  |  |  |  |
|  |                  |  |                 |                         |                      |  | ещё 10 классов | ещё 10 классов  |                            |  |  |  | ещё 3 порядка  | ещё 3 порядка        | род фузариум |  |  |  |  |
|  |                  |  |                 | подотдел Pezizomycotina |                      |  |                |                 | подкласс Hypocreomycetidae |  |  |  |                | семейство нектриевые |              |  |  |  |  |
|  |                  |  |                 | подотдел Pezizomycotina |                      |  |                |                 | подкласс Hypocreomycetidae |  |  |  |                | семейство нектриевые |              |  |  |  |  |
|  | отдел аскомицеты |  |                 |                         | класс сордариомицеты |  |                |                 | порядок гипокрейные        |  |  |  |                |                      |              |  |  |  |  |
|  | отдел аскомицеты |  |                 |                         |                      |  |                |                 |                            |  |  |  |                |                      |              |  |  |  |  |
|  |                  |  | ещё 2 подотдела | ещё 2 подотдела         |                      |  |                | ещё 2 подкласса | ещё 2 подкласса            |  |  |  | ещё 6 семейств | ещё 6 семейств       |              |  |  |  |  |
|  |                  |  |                 | ещё 2 подотдела         |                      |  |                |                 | ещё 2 подкласса            |  |  |  |                | ещё 6 семейств       |              |  |  |  |  |

В искусственной систематике дейтеромицетов род фузариум относили к формальному порядку и классу гифомицетов (Hyphomycetales, Hyphomycetes).